# 1913 în științifico-fantastic
- 1912 în științifico-fantastic — 1913 în științifico-fantastic — 1914 în științifico-fantastic

1913 în științifico-fantastic a implicat o serie de evenimente:

## Nașteri și decese

### Nașteri
- Nikolai Amossow (d. 2002)
- Gheorghe Apostol (d. 2010)
- Alfred Bester (d. 1987)
- John Boland (d. 1976)
- György Botond-Bolics (d. 1975)
- Wilhelm Wolfgang Bröll (d. 1989)
- Stuart J. Byrne (d. 2011)
- David Duncan (d. 1999)
- Henry Hasse (d. 1977)
- Joseph E. Kelleam (d. 1975)
- Erich Kosch (Erih Koš) (d. 2010)
- Paul Linebarger (d. 1966)
- Richard McKenna (d. 1964)
- Jane Rice (d. 2003)
- Ross Rocklynne (d. 1988)
- Jerry Sohl (d. 2002)
- C. C. MacApp, Pseudonimul lui Carroll M. Capps (d. 1971)
- Richard McKenna (d. 1964)
- Ross Rocklynne (d. 1988)
- Cordwainer Smith (d. 1966)
- Jeff Sutton (d. 1979)
- Martin Thomas (d. 1985)

### Decese
- Erich Mendelssohn (n. 1887)
- Anna Schultz (n. 1858)

## Cărți

### Romane
- The Gods of Mars de Edgar Rice Burroughs
- The Poison Belt de Arthur Conan Doyle
- Der Tunnel de Bernhard Kellermann

### Povestiri
- „Ein Experiment” de Hans Dominik

## Filme
| Titlu                                                 | Regizor           | Distribuție | Țara | Sub-Gen /Note |
| ----------------------------------------------------- | ----------------- | ----------- | ---- | ------------- |
| Le avventure straordinarissime di Saturnino Farandola | Marcel Fabre      |             |      |               |
| A Message from Mars                                   | J. Wallett Waller |             |      |               |
|                                                       |                   |             |      |               |